# John Anderberg
John Edvard Anderberg (* 25. Februar 1923 in Vallåkra; † 8. April 2012) war ein schwedischer Fußballspieler. Der Mittelfeldspieler gewann 1941 mit Helsingborgs IF das Double aus schwedischer Meisterschaft und Svenska Cupen.

## Werdegang
Anderberg begann mit dem Fußballspielen 1936 bei Vallåkra IF, ehe er 1938 in die Jugend von Helsingborgs IF wechselte. Dort debütierte er als 17-Jähriger in der Allsvenskan und schoss in seinem ersten Erstligaspiel vier Tore. Mit 15 Toren in 18 Spielen trug er maßgeblich dazu bei, dass der Klub vor Degerfors IF und AIK den Meistertitel gewann.
Dennoch wechselte Anderberg den Verein und ging nach Vermittlung seines Vaters, der wollte, dass sein Sohn nach Stockholm geht und Beziehungen zur Leitung von AIK hatte, zu AIK. Am fünften Spieltag der Spielzeit 1941/42 kam er zu seinem Debüt in der Allsvenskan für den neuen Verein. Im ersten Pflichtspiel im neu eröffneten Ryavallen verlor die Mannschaft mit 0:1 bei IF Elfsborg. Eine Woche später erzielte Anderberg sein erstes Ligator für AIK. Beim 4:2-Erfolg über Gårda BK gelang ihm der Treffer zum zwischenzeitlichen 3:1. Dennoch blieb Anderberg in der Spielzeit glücklos und schoss in 14 Einsätzen nur drei Tore. Daher entschloss er sich am Ende der Spielzeit, dem Verein den Rücken zu kehren und wechselte zum Erstligaabsteiger Landskrona BoIS.
Als Tabellenzweiter hinter IS Halmia verpasste Anderberg mit seinem neuen Verein nur knapp die direkte Rückkehr in die schwedische Eliteserie. Ein Jahr später wurde die Mannschaft Meister der Division 2 Södra und traf in den Aufstiegsspielen auf Billingsfors IK. Nach zwei Siegen stieg Landskrona BoIS wieder in die Allsvenskan auf. Als Tabellenletzter mit nur vier Saisonsiegen stieg man jedoch direkt wieder ab. Der direkte Wiederaufstieg wurde erst in den Aufstiegsspielen verpasst, als man erneut auf Billingsfors IK traf und im Entscheidungsspiel verlor. Erst 1948 gelang der abermalige Aufstieg, dem jedoch erneut der sofortige Wiederabstieg folgte. Im selben Jahr stand er mit seinem Klub im Finale des schwedischen Pokals, das Endspiel verlor er jedoch gegen seinen ehemaligen Verein AIK mit 0:1. 1952 folgte sogar der Absturz in die Drittklassigkeit. 1953 beendete Anderberg, der für Landskrona BoIS insgesamt 31 Erstligaspiele absolvierte und dabei acht Tore erzielen konnte, seine aktive Laufbahn.

## Sonstiges
Anderbergs Cousin Gunnar Anderberg spielte zusammen mit ihm bei Helsingborgs IF und später bei Landskrona BoIS in der Allsvenskan. Sein Cousin Olle Anderberg war ein bedeutender schwedischer Ringer. Er gewann mehrere Welt- und Europameistertitel und bei den Olympischen Spielen 1952 die Goldmedaille.